# Соколовці
Соко́ловці (болг. Соколовци) — село в Смолянській області Болгарії. Входить до складу общини Смолян.

## Населення
За даними перепису населення 2011 року у селі проживали 162 особи, з них 160 осіб (99,4%) — болгари.
Розподіл населення за віком у 2011 році:
Динаміка населення: